# Benjamin Graham
Benjamin Graham, född Grossbaum 8 maj 1894 i London, död 21 september 1976 i Aix-en-Provence, Bouches-du-Rhône, var en inflytelserik amerikansk ekonom och investerare. Graham kallas ofta "värdeinvesteringens fader" och multimiljardären Warren Buffett har kallat Grahams bok The Intelligent Investor för "den överlägset bästa boken om investering som någonsin skrivits".
Graham hade judiskt påbrå och föddes i London men flyttade vid ett års ålder med sin familj till New York.